# Metropolitan Street Railway Company

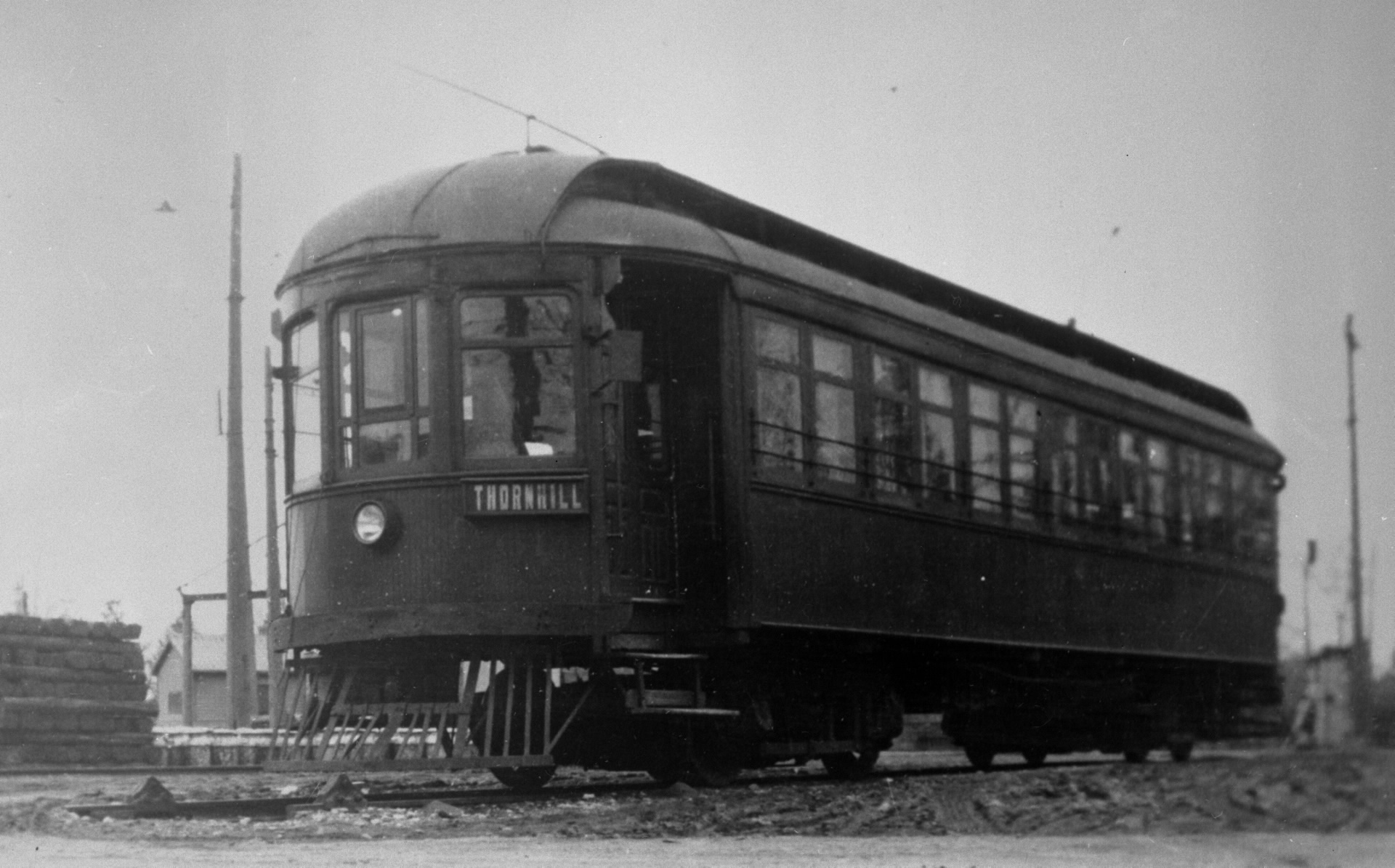
Tramway du Toronto and York Radial en 1921, allant vers Thornhill.

La Metropolitan Street Railway est un chemin de fer interurbain qui servait la ville de Toronto et la région au nord de la ville, vers le lac Simcoe.

## Histoire

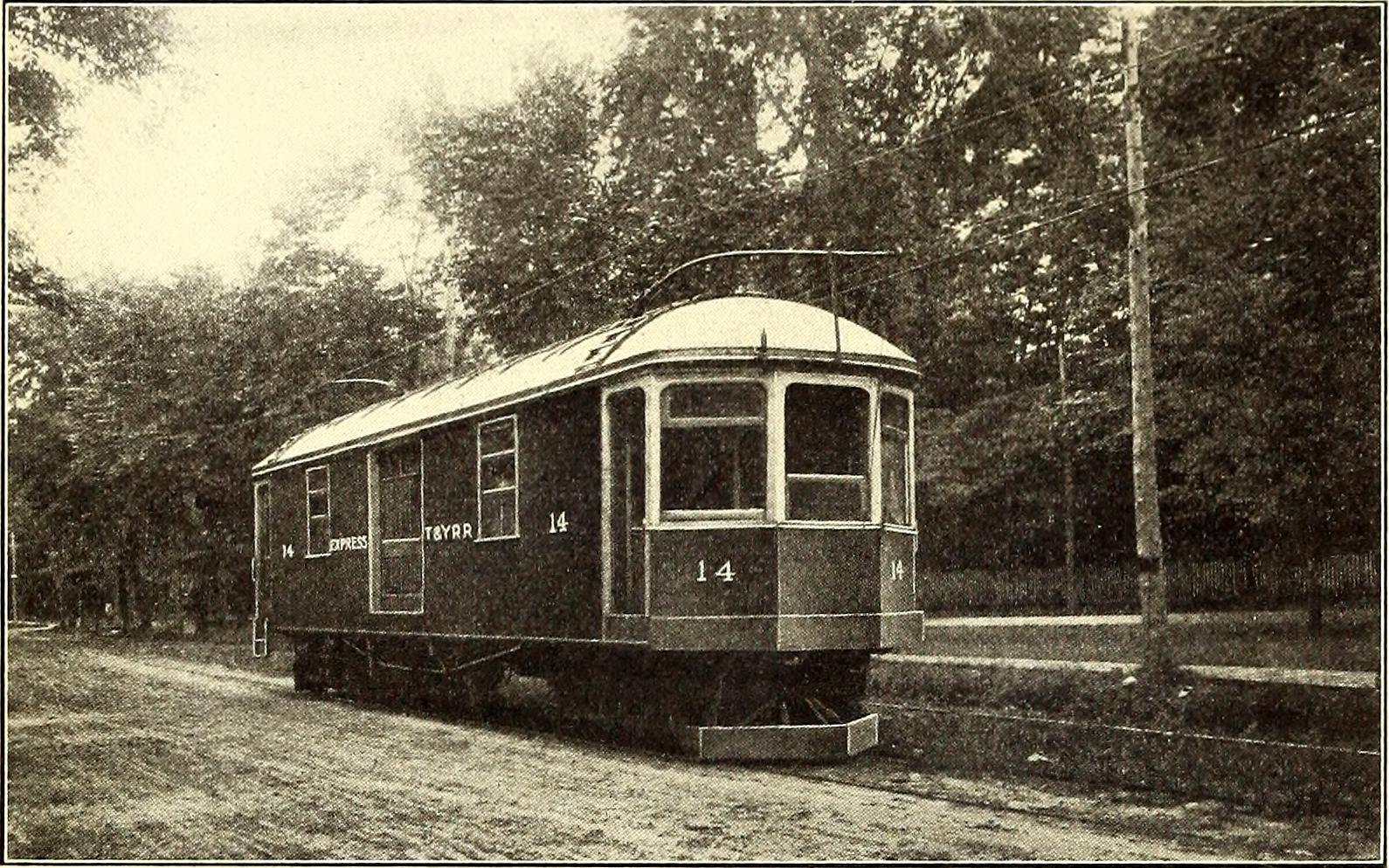
Tramway pour le service de marchandises de la ligne. 1908

Établi avec l'autorisation du gouvernement ontarien en 1893 . 
La ligne le long de la rue Yonge montant jusqu'à Egllington Avenue sera complétée en 1885 et électrifiée en 1889. Les rails se rendent à la rue York Mills en 1890. La ligne continue vers le nord et rejoint la ville de Richmond Hill en 1896, la ville de Newmarket le 14 avril 1899 et Jackson's Point sur le lac Simcoe le 1er juin 1907. La compagnie se renomme le Toronto and York Radial en 1898. Elle rejoint Sutton en 1909, et une ligne d'Aurora vers Schomberg sera construite en 1904, mais ne sera pas électrifiée avant 1916.

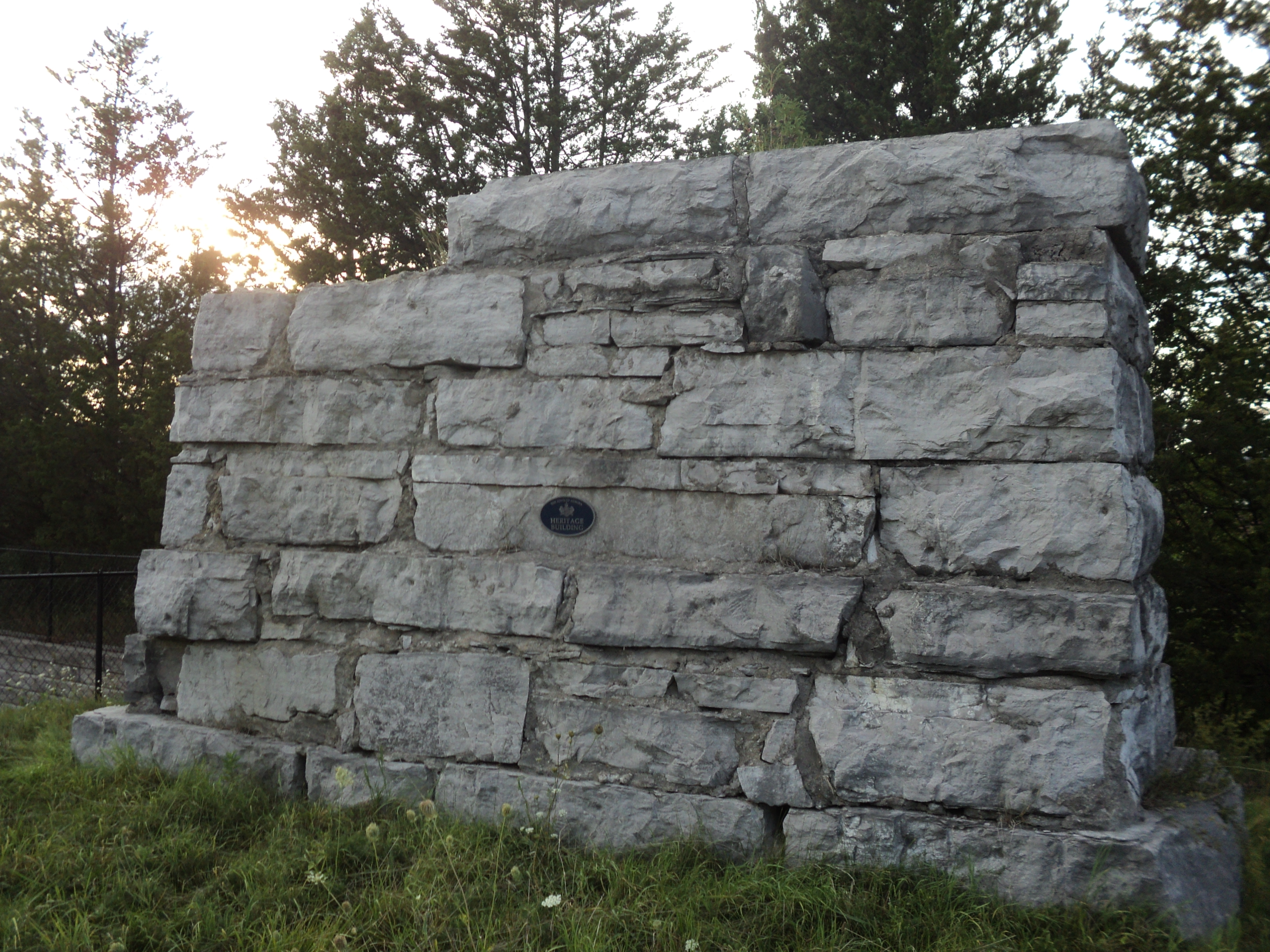
Culée de pont du chemin de fer interurbain, Aurora, Ontario, en 2014. Le pont lui-même n'existe plus.

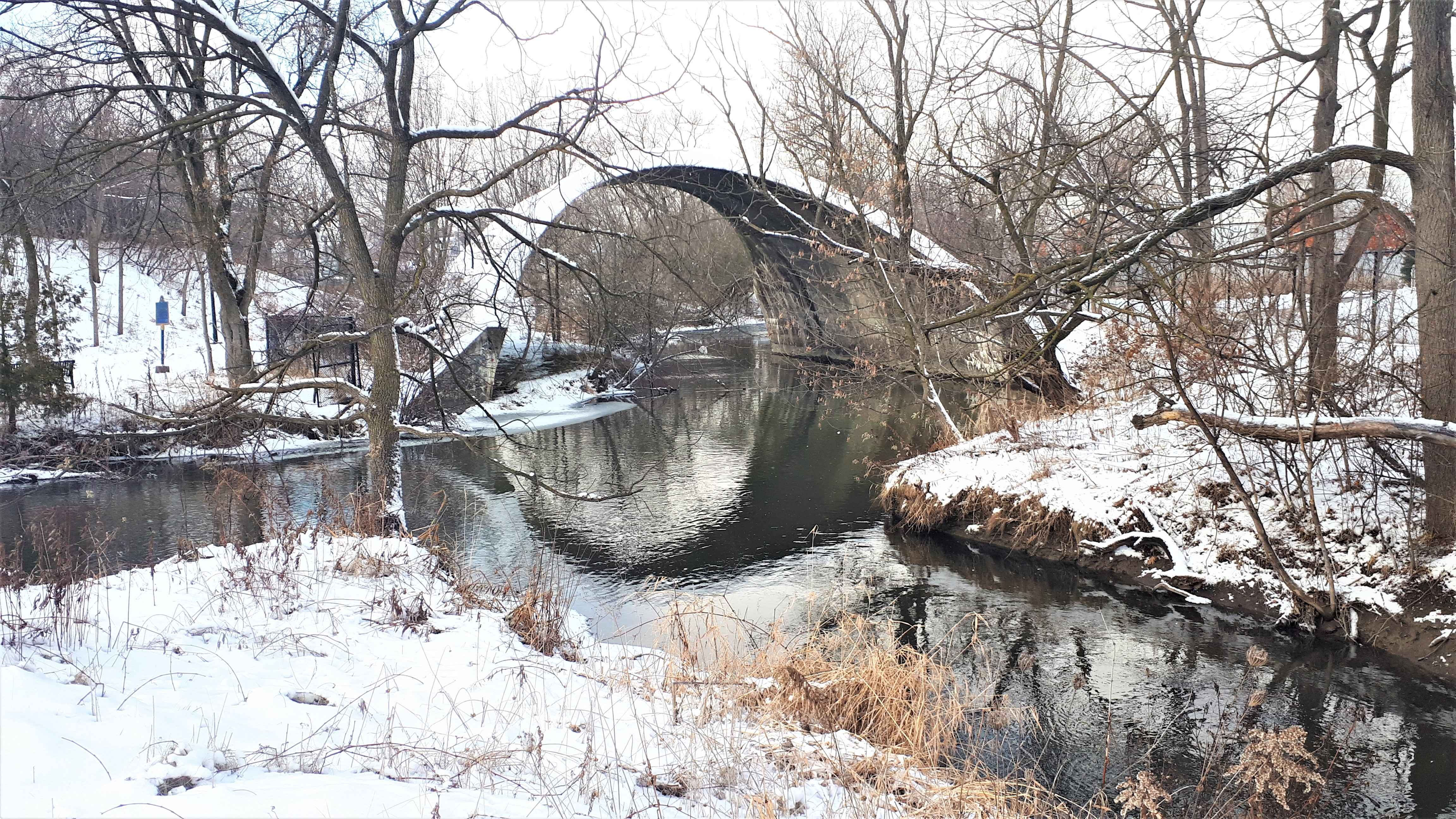
L'arc radial, Newmarket

Une portion des lignes du Toronto and York Radial sera acquise par la Toronto Transit Commission en 1920 pour former le système de transport en commun à Toronto.
Le système électrique avait une tension dans les lignes de contact de 550 V CC  au début , avec une augmentation à 600 V CC lors de l'opération des lignes par la Commission de transport de Toronto .

## État de conservation
Les rails de la Street Railway ont été enlevés. Par contre, quelques vestiges de la compagnie existent encore. À part la culée de pont à Aurora, l'ex-gare de Sutton existe encore. L'édifice au 163 High Street à Sutton est reconnu comme une structure patrimoniale par la ville de Georgina, protégé depuis 2009 en vertu de la partie IV de la Loi sur le patrimoine de l'Ontario. L'édifice a été construit en 1908.